# Тіжані Белаїд
Тіжані Белаїд (фр. Tijani Belaid; нар. 6 вересня 1987, Париж) — туніський та французький футболіст, півзахисник клубу «Клуб Африкен».

## Клубна кар'єра
Вихованець юнацьких команд футбольних клубів «Париж» та «Інтернаціонале».
У дорослому футболі дебютував 2004 року виступами за команду клубу «Інтернаціонале», в якій провів три сезони, взявши участь лише в одному матчі чемпіонату.
У січні 2007 року перейшов на правах оренди в нідерландський клуб ПСВ, але не провів жодного офіційного матчу за команду.
Привернув увагу представників тренерського штабу клубу «Славія», до складу якого приєднався 2007 року. Відіграв за празьку команду наступні чотири сезони своєї ігрової кар'єри. За цей час двічі виборював титул чемпіона Чехії.
Протягом першої половини 2011 року захищав кольори команди англійського «Галл Сіті» з Чемпіоншіпу.
До складу кіпрського клубу АПОЕЛ приєднався влітку 2011 року, де і провів наступні півроку.
Протягом 2012 року виступав за клуб «Уніон» (Берлін), зігравши 20 матчів у Другій Бундеслізі.
У січні 2013 року перейшов у португальський «Морейренсе». 
Сезон 2013/14 провів у болгарському «Локомотиві» з Пловдива.
7 липня 2014 року підписав дворічний контракт з клубом «Клуб Африкен». Відтоді встиг відіграти за команду зі столиці Тунісу 28 матчів в національному чемпіонаті.

## Виступи за збірну
Виступав у складі юнацької збірної Тунісу. 2005 року взяв участь у одному матчі у футболці юнацької збірної Франції до 19 років.
2006 року дебютував в офіційних матчах у складі національної збірної Тунісу. Наразі провів у формі головної команди країни 20 матчів, забивши 3 голи.

## Титули і досягнення
- Чемпіон Нідерландів (1):

ПСВ:  2006–07
- Чемпіон Чехії (2):

«Славія»:  2007–08, 2008–09
- Чемпіон Тунісу (1):

«Клуб Африкен»:  2014–15